# Blesewitz
Blesewitz est une municipalité allemande du land de Mecklembourg-Poméranie-Occidentale et l'arrondissement de Poméranie-Occidentale-Greifswald. En 2013, elle comptait 235 hab.